# Eliotropo
Eliotropo è il colore mostrato (a destra nella versione desktop e in alto nella versione mobile) ed è una via di mezzo fra il porpora ed il rosa, ed è una rappresentazione del fiore dell'Heliotropium.
Un altro nome per questa tonalità è lavanda brillante.
Il primo uso della parola "eliotropo" per indicare tale colore è stato fatto nel 1882.